# بالزان
بالزان (به مالتایی Ħal Balzan)شهری در کشور مالت می‌باشد. سال ۱۴۱۹ تا ۱۴۲۰ تأسیس شده است. این شهر در مارس ۲۰۱۴، ۳۹۵۸ نفر جمعیت دارد؛ و ۰٫۶ کیلومتر مربع مساحت دارد.